# Иордани, Раймунд
Раймунд Иордани (лат. Raymundus Jordanus, более известен под литературным псевдонимом Idiota) — французский писатель XIV века, богослов.

## Открытие трудов и идентификация личности
Труды, написанные под псевдонимом Idiota были известны в Позднее Средневековье и обрели популярность в эпоху Контрреформации. Смысл псевдонима — в его изначальном, греческом значении — «человек, занятый частными делами». По-видимому, это должно было означать, что он не занимал высоких постов и хотел остаться неизвестным. В XVII веке его сочинения, особенно «Размышления о Божественной любви», включались в компендиумы о молитвенном созерцании рядом с трудами Августина, Бернарда Клервоского и Ансельма Кентерберийского. Сочинения по рукописям были опубликованы в «Bibliotheca Patrum» (третье издание вышло в Париже в 1609 году в 11 томах). Автора этих трудов считали относящимся к X веку, в соответствующий раздел были помещены его сочинения в издании «Magna Bibliotheca Veterum Patrum» (1618). Кардинал Беллармин считал временем его расцвета 902-й год.
В 1641 году иезуит Теофиль Рейно впервые отождествил Idiota с Раймундом Иордани на основании некоторых рукописных автографов. С середины XVII века эта версия стала более или менее общепринятой, в 1654 году было издано собрание сочинений под фамилией Иордани. О нём известно, что он был французом, каноником августинского ордена и занимал место аббата в Селль-сюр-Шер, на котором и скончался. Судя по упоминаниям в документах, в 1381 году он был ещё жив. В соглашении между епископом Уза и канониками 1377 года Раймунд именуется лиценциатом и упоминается, что орден уполномочил его выступать перед церковным трибуналом кардинала Сабинского, что он с успехом и проделал. Тем не менее, окончательно вопрос о тождестве этих персон не может считаться решённым.

## Сочинения
Корпус сочинений Idiota никогда не пересматривался и не подвергался оспариванию, впервые он был опубликован в 1519 году, как творения анонимного автора. В издании 1654 года помещены шесть трактатов на латинском языке, в том числе «Медитации» в шести книгах: «Contemplationes de amore divino», «De Beata Virgine Maria», «De conflictu continuo inter animam et carnem», «De miserabili cursu vitae», «De innocentia perdita», «De morte»; среди прочего — комментарий к Псалму XV. Все эти сочинения написаны на простом и ясном латинском языке и являются ортодоксальными по содержанию. Особенности стиля и идей приводили к тому, что их относили к святоотеческой эре. На другие языки его сочинения никогда не переводились.

## Издания трудов
- Idiota de Vita et moribus religiosorum, opusculum ab authore anonymo [R. Jordano ... olim editum ... nunc denuo ... restitutum opera et studio Guille]. — Parisii : Ex typographia G. Riverii, 1606. — 272 с.